# Ruta Estatal de Nevada 396
La Ruta Estatal de Nevada 396, y abreviada SR 396 (en inglés: Nevada State Route 396) es una carretera estatal estadounidense ubicada en el estado de Nevada. La carretera inicia en el Sur desde la I 80     en Lovelock hacia el Norte en la I 80     en Lovelock. La carretera tiene una longitud de 12,4 km (7.701 mi).

## Mantenimiento
Al igual que las autopistas interestatales, y las rutas federales y el resto de carreteras estatales, la Ruta Estatal de Nevada 396 es administrada y mantenida por el Departamento de Transporte de Nevada por sus siglas en inglés Nevada DOT.

## Cruces
La Ruta Estatal de Nevada 396 es atravesada principalmente por la  SR 398     en Lovelock.